# بني بوييري الجبل (إفرني)
بني بوييري الجبل هي إحدى مشيخات المملكة المغربية، تتبع جغرافيا لإقليم الدريوش وإداريًا لإفرني. يقدر عدد سكانها بـ 1468 نسمة حسب الإحصاء الرسمي للسكان والسكنى لسنة 2004.